# Раделичі
Раде́личі — це село в Стрийському районі Львівської області. Населення становить 1197 людей станом на 2021 рік. Орган місцевого самоврядування — Миколаївська міська рада.
У центрі села є дерев'яна церква Воздвиження Чесного Хреста, 1923 р. Ікони в церкві села намалював у 1920-х роках Петро Холодний.
Біля церкви розташований Раделицький НВК, у якому навчається 188 учнів.
Поблизу села протікають річки Дністер,  Мижехів.

## Населення

### Мова
Розподіл населення за рідною мовою за даними перепису 2001 року:
| Мова            | Кількість | Відсоток |
| --------------- | --------- | -------- |
| українська      | 1205      | 99.10%   |
| російська       | 8         | 0.66%    |
| румунська       | 1         | 0.08%    |
| інші/не вказали | 2         | 0.16%    |
| Усього          | 1216      | 100%     |

## Відомі особистості
У поселенні народилися:
- Бендина Михайло Іванович (1921—2009) — український військовий і громадсько-політичний діяч.
- Данилів Юрій Григорович (1927—1988) — український незрячий бандурист.